# 小浜元
小浜 元（こはま はじめ）は日本の映像プロデューサー。P.I.C.S.所属。

## 来歴
MTV-JAPANの映像セクションであったP.I.C.S.と共に独立。
TV-CM、MV、LIVE収録、Short Movie、劇場公開映画等、プロデュース作品は多岐に渡る。

## 作品

### 映画
- 映画「隣人13号」 （2005年）主演：中村獅童、小栗旬

### MV
- 欅坂46「サイレントマジョリティ」「世界には愛しかない」「大人は信じてくれない」「エキセントリック」「W-KEYAKIZAKAの詩」「月曜日の朝スカートを切られた」「Student Dance」「Nobody」
- 櫻坂46 「なぜ恋をして来なかったんだろう？」「BAN」「偶然の答え」「流れ弾」「Dead end」「摩擦係数」「Cool」「夏の近道」「Start over!」「静寂の暴力」「承認欲求」「隙間風よ」「何歳の頃に戻りたいのか？」「油を注せ！」「何度　LOVE SONGの歌詞を読み返しただろう」「自業自得」「引きこもる時間はない」「愛し合いなさい」「僕は僕を好きになれない」
- 日向坂46「期待していない自分」「ハッピーオーラ」「君に話しておきたいこと」「JOYFUL LOVE」「ときめき草」「キュン」「ドレミソラシド」「Footsteps」「ママのドレス」「こんなに好きになっちゃっていいの？」「ソンナコトナイヨ」「声の足跡」「世界にはThank you！が溢れている」「酸っぱい自己嫌悪」「あくびLetter」「夢は何歳まで？」「僕なんか」「恋した魚は空を飛ぶ」「月と星が踊るMidnight」「ブルーベリー＆ラズベリー」「One choice」「友よ　一番星だ」「僕に続け」「見たことない魔物」「君は０から１になれ」
- 吉本坂46「君の唇を離さない」「今夜はええやん」「STRAY SHEEP」
- milet「You & I」「us」「Grab the air」「One Touch」
- L'Arc-en-Ciel「CHASE」劇場映画“ワイルド7”主題歌、「Wings Flap」「Don't be Afraid」
- VAMPS「REPLAY」「INSIDE OF ME」
- HYDE 「WHO’S GONNA SAVE US」「ANOTHER MOMENT」「INTERPLAY」「SOCIAL VIRUS」

- SEKAI NO OWARI「炎と森のカーニバル」「ANTI-HERO」「SOS」「Hey Ho」「Mr.Heartache」「プレゼント」「イルミネーション」「Food」
- Aimer「花の唄」「Ref:rain」「I beg you」「花びらたちのマーチ」「STAND-ALONE」「春はゆく」「wonderland」  　　　「ONE AND LAST」「朝が来る」
- ゲスの極み乙女 「心地艶やかに」「だけど僕は」
- B’z「衝動」「STILL ALIVE」「イルミネーション」
- 稲葉浩志「羽」「水路」「CHUBBY GROOVE」「AISHI AISARE」「Demolition Girl」
- GLAY「夏音」
- PUFFY「JOINING A FUN CLUB」「ナイスバディ」「はじまりのうた」「モグラライク」「働く男」

- EXILE「Kiss you」「We will〜あの場所で〜」「Breezin’〜Together〜」
- 中島美嘉「永遠の詩」
- 山下智久「Nocturne」
- 倖田來未「Wonderland」
- DRAGON ASH「Episode4」
- JYONGRI「Maybe Someday」
- Sowelu「I Wonder」
- TRICERATOPS「TATOO」「赤いゴーカート」
- 勝手にしやがれ「ブラックマリア」「ラグタイム」「UK-3」
- 勝手にしやがれ feat.オダギリジョー「チェリー・ザ・ダストマン」
- 中森明菜「あの夏の日」「夜桜お七」
- 湘南乃風「ガチ桜」
- SPYAIR「ジャパニケーション」
- ノースリーブス「君しか」
- Galileo Galilei「管制塔」
- チャットモンチー「コンビニエンスハネムーン」
- 小野恵令奈「Say!!いっぱい」「君があの日笑っていた意味を。」「ファイティングヒーロー」
- BOYFRIEND「Pinky Santa」「My Avatar」「Start Up!」「Here」
- KNOCK OUT MONKEY「Primal」「Climber」「PaintitOut!!!!」「I still」「Sunrise」
- 倉木麻衣「TRY AGAIN」「Wake me up」劇場映画 “魔女の宅急便” 主題歌、「無敵なハート」「YESTERDAY LOVE」「渡月橋」
- 柴咲コウ「ラブサーチライト」劇場映画“名探偵コナン　異次元の狙撃手”主題歌
- ALICIA KEYS 「Girl On Fire」蜷川実花監督
- ReoNa 「シャル・ウィ・ダンス？」
- Who-ya Extended 「VIVID VICE」「A Shout Of Triumph」
- 斉藤壮馬 『幻日』
- sino R fine（篠原涼子）「Crazy for you」
- EGOIST「Gold」「Bang!!!」「当事者」
- シド「delete」「いちばん好きな場所」「贖罪」
- 松田今宵「Smoky Baby」

### 「LIVE」収録・出し映像・Blu-ray&DVD制作
- L'Arc-en-Ciel　20th L'Anniversary TOUR（総合演出：紀里谷和明）
- L'Arc-en-Ciel　WORLD TOUR 2012
- L'Arc-en-Ciel　LIVE 2012@国立競技場, LIVE 2014@国立競技場
- L'Arc-en-Ciel　LIVE 2015 L'ArCASINO
- L'Arc-en-Ciel　LIVE 2018 L'ArChristmas（オープニング映像）
- 西野カナ　Kanayan Tour2012~Arena~（プロジェクションマッピング）
- AAA TOUR 2014 2015 2016 2017（オープニング映像）
- 柴咲コウ Ko Shibasaki Live Tour 2013〜neko's live（猫幸 音楽会）
- 関ジャニ∞ 2018ドームツアーGR8EST（オープニング〜エンディング映像）

### CM
TOMMY HILFIGER／ハーゲンダッツ／X-BOX／任天堂DS／ELECTROLUX Ergorapido／アクシア「Kiss more」／LUX LUMINIQUE／GROP／Dr.Schollメディキュット 等

### Webムービー
リーバイス／CITI CARD／KOSE／BANANA REPUBLIC／NEW YORKER／TOYSRUS／月刊「加藤夏希」／NHK 2002 FIFA WORLD CUP SOCCER 等
受賞歴のあるWebムービー
- MTV WORLD CHART EXPRESS OPENING TITLE （01 PROMAX&BDA in-house金賞）
- DX MTV OPENING TITLE （02 PROMAX&BDA in-house金賞）
- NIKE PRESTOアニメーション（ADC入賞）

### その他
- WOWOWドラマ　上野樹里と５つの鞄 ギターケースの女
- KDDI au LISMOドラマ　言霊の女たち。（小嶋陽菜、高橋みなみ、峯岸みなみ（AKB48）主演）
- KDDI au LISMOドラマ　HENCHMEN（桐谷美玲、岡田義徳主演）